# Терпіння (село)
Терпі́ння — село в Україні, адміністративний центр Терпіннівської сільської громади Мелітопольського району Запорізької області. Населення становить 4854 осіб.

## Географія
Село Терпіння розташоване за 115 км від обласного центру та 18 км від районного центру, на правому березі річки Молочна, вище за течією на відстані 3,5 км розташоване село Троїцьке, нижче за течією за 1 км розташоване селище Мирне, на протилежному березі — село Травневе та селище Зарічне. Через село проходить автошлях регіонального значення Р85. За 1,5 км від краю села розташований природній заповідник «Кам'яна Могила». За 8 км від села — пасажирський залізничний зупинний пункт Терпіння.

## Населення

### Мова
Розподіл населення за рідною мовою за даними перепису 2001 року:
| Мова              | Кількість | Відсоток |
| ----------------- | --------- | -------- |
| російська         | 4087      | 84.20%   |
| українська        | 483       | 9.95%    |
| кримськотатарська | 40        | 0.82%    |
| вірменська        | 5         | 0.10%    |
| болгарська        | 3         | 0.06%    |
| білоруська        | 1         | 0.02%    |
| румунська         | 1         | 0.02%    |
| інші/не вказали   | 234       | 4.83%    |
| Усього            | 4854      | 100%     |

## Історія
На території, де розташоване село, мешканці оселилися з давніх часів. Про це свідчать залишки поселення доби неоліту, яке існувало і в період бронзи (V та II—І тисячоліття до н. е.) Поблизу поселення — визначна археологічна пам'ятка Кам'яна могила — святилище V—І тисячоліть до н. е.
Село Терпіння засноване 1802 року, в якому оселилися державні селяни з Тамбовської та Воронезької губерній, сектанти-духобори, виселені сюди примусово.
Станом на 1886 рік в селі, центрі Терпіннівської волості Мелітопольського повіту Таврійської губернії, мешкало 2548 осіб, налічувалось 354 домогосподарства, існували православна церква, три школи та п'ять лавок, відбувалось два ярмарки на рік: 24 лютого та 23 листопада. За 16 верст — пороховий склад.

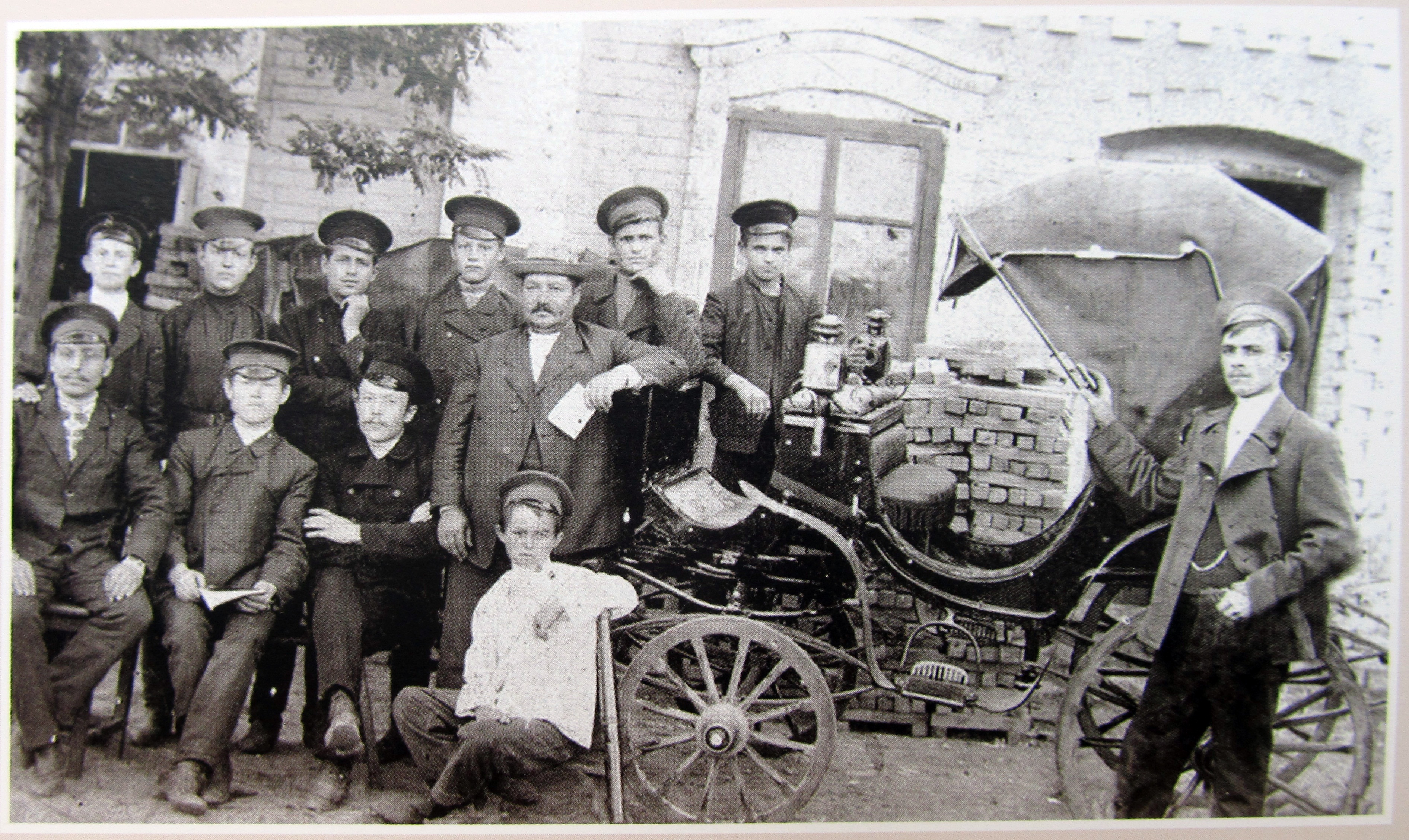
Майстерня з виробництва екіпажів. Початок XX століття
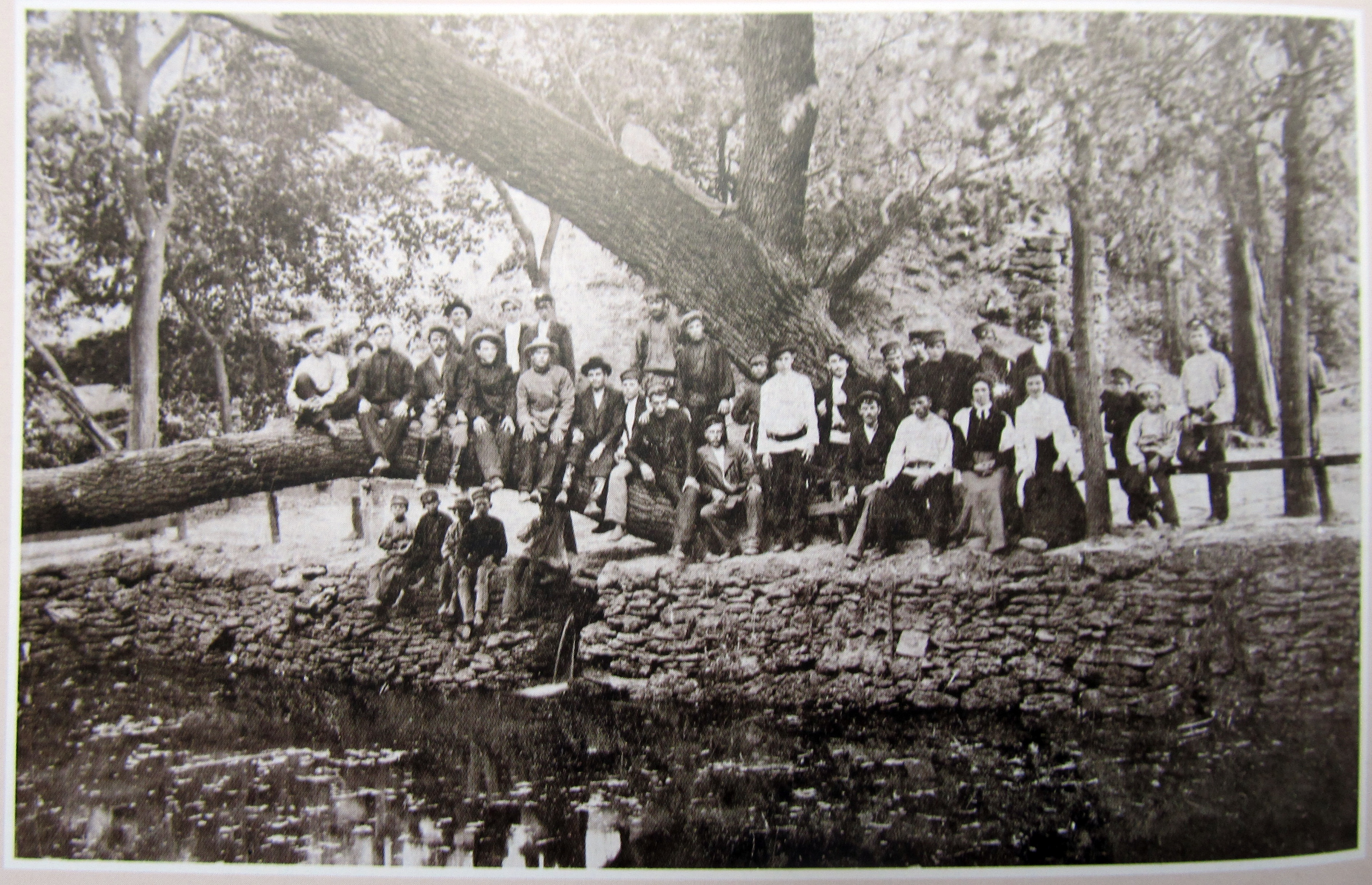
Кут саду, посадженого першими переселенцями. 1905 рік

У 1913 році в селі вже налічувалося 5954 особи приписного населення і 651 — стороннього. Землі було 8224 десятини, дворів — 698. Під час Першої світової війни Терпіння значно постраждало від австро-німецької окупації 1918 року.
14 січня 1929 року шляхом злиття колгоспів «П'ятирічка» та імені Сталіна в селі було створено колгосп імені XXI з'їзду КПРС.
У 1924—1933 роках Терпіння було центром Терпіннівського району у складі спочатку Мелітопольської округи, а з 1930 року — Дніпропетровської області.
Після розпаду СРСР колгосп імені XXI з'їзду КПРС був перетворений в багатофункціональний кооператив «Дружба».

## Економіка
- Фермерське господарство «Нік»

## Об'єкти соціальної сфери
- Терпіннівська середня загальноосвітня школа
- Терпіннівський колегіум «Джерело»[6]
- КЗ «Терпіннівська спеціальна загальноосвітня школа-інтернат»
- Філія Вознесенської музичної школи[7]
- Терпіннівська дільнична лікарня
- Свято-Покровський храм. Підпорядкований Запорізькій єпархії УПЦ Української православної церкви Московського патріархату.[8]

## Пам'ятки

### Кам'яна Могила
Кам'яна Могила розташована за 1,5 км від села і являє собою ізольований масив пісковика, вцілілий від руйнування мілини Сарматського моря, розташований в долині річки Молочної, який використовувався стародавньою людиною як святилище.
Кам'яна Могила спочатку, ймовірно, була піщаною мілиною Сарматського моря, єдиний вихід пісковику в усій азовсько-чорноморській западині, що робить її унікальним геологічним утворенням. Після відходу вод Сарматського моря колишня мілина залишилася піщаним масивом, вершина якого (імовірно внаслідок впливу заліза латерітових суглинків) перетворилася на твердий пісковик. Цей масив пісковика розміром 240 на 160 метрів поверх дрібнозернистого піску опинився на шляху старого русла річки Молочної і тривалий час (до обміління річки і зсуву русла на захід) залишався островом у руслі річки. У результаті водної та повітряної ерозії, масив пісковика сильно осів і поступово розколовся на безліч шматків. Зараз Кам'яна Могила являє собою піщаний пагорб, вкритий великими кам'яними брилами. Серед нагромадження каміння безліч природних порожнин — гротів, проходів і тому подібного.

### Цілющі джерела
Частина села Терпіння поблизу Мелітополя розташована на «горі» — височині заввишки 45 метрів над рівнем моря. На ній є невеликий парк-пам'ятка садово-паркового мистецтва — «Цілющі джерела». На невеликій території парку (близько 0,14 га), практично на вершині гори з породи б'ють п'ять джерел з холодною водою. Джерельна вода стікає між каменями в невелике природне озеро. За деякими даними ця вода має цілющі властивості через присутність іонів срібла.
Старожили розповідають, що прибулі для поселення на Молочних водах духобори шукали місце з хорошою питною водою. І знайшли джерела, породжені потужним водоносним горизонтом сарматського періоду. Захована протягом багатьох тисячоліть в підземних товщах, вода поступово розчиняла вапняк, вимиваючи печери, ходи, природні колодязі, і вирвалася з похмурого ув'язнення, утворивши посеред степу квітучу оазу. До революції трохи нижче водойми був поміщицький маєток багатого німця, а на виході з озера — водяний млин. На краю озера стояла церква, зруйнована в радянські часи.
У середині 1990-х років у пагорба з'явилися ченці, які стали потихеньку упорядковувати джерела, дали їм імена святих. Нині з ініціативи місцевої сільської ради територія навколо ключів оголошена заповідною. Так виник парк-пам'ятка садово-паркового мистецтва «Цілющі Джерела». Нині саме місце рекреації в запустінні.

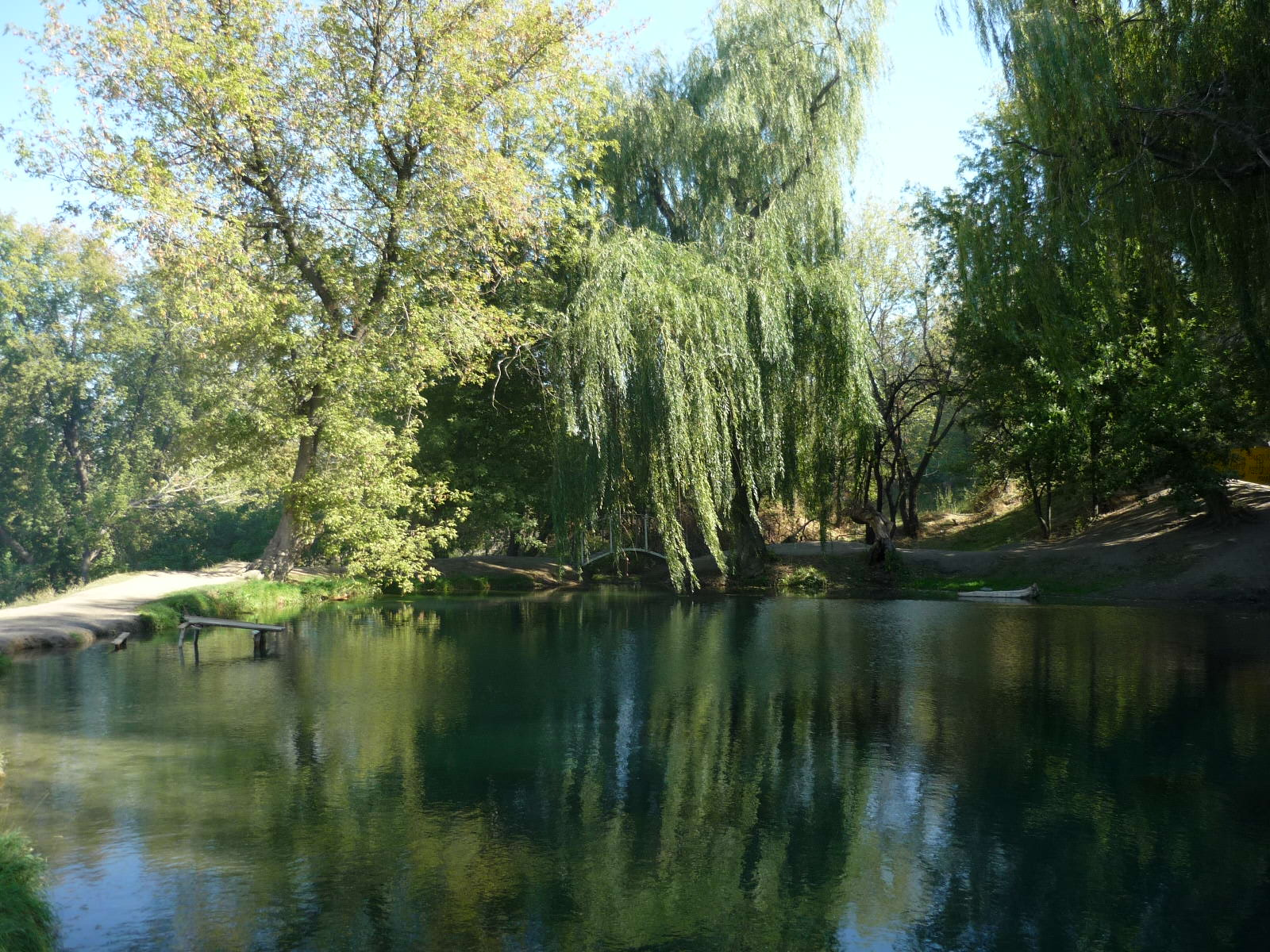
Невеликий ставок. Сюди стікаються всі джерела, крім одного.
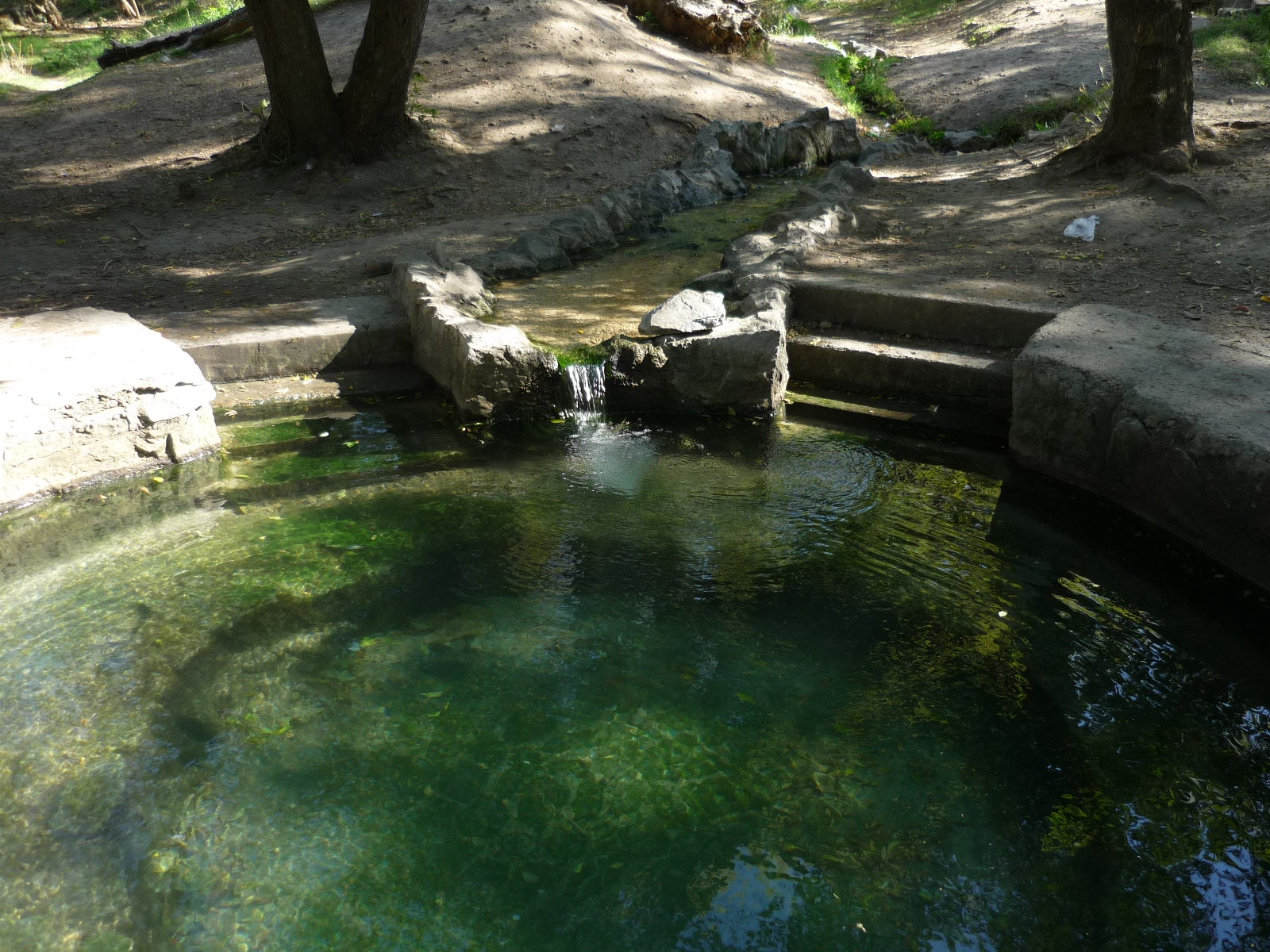
Купальня
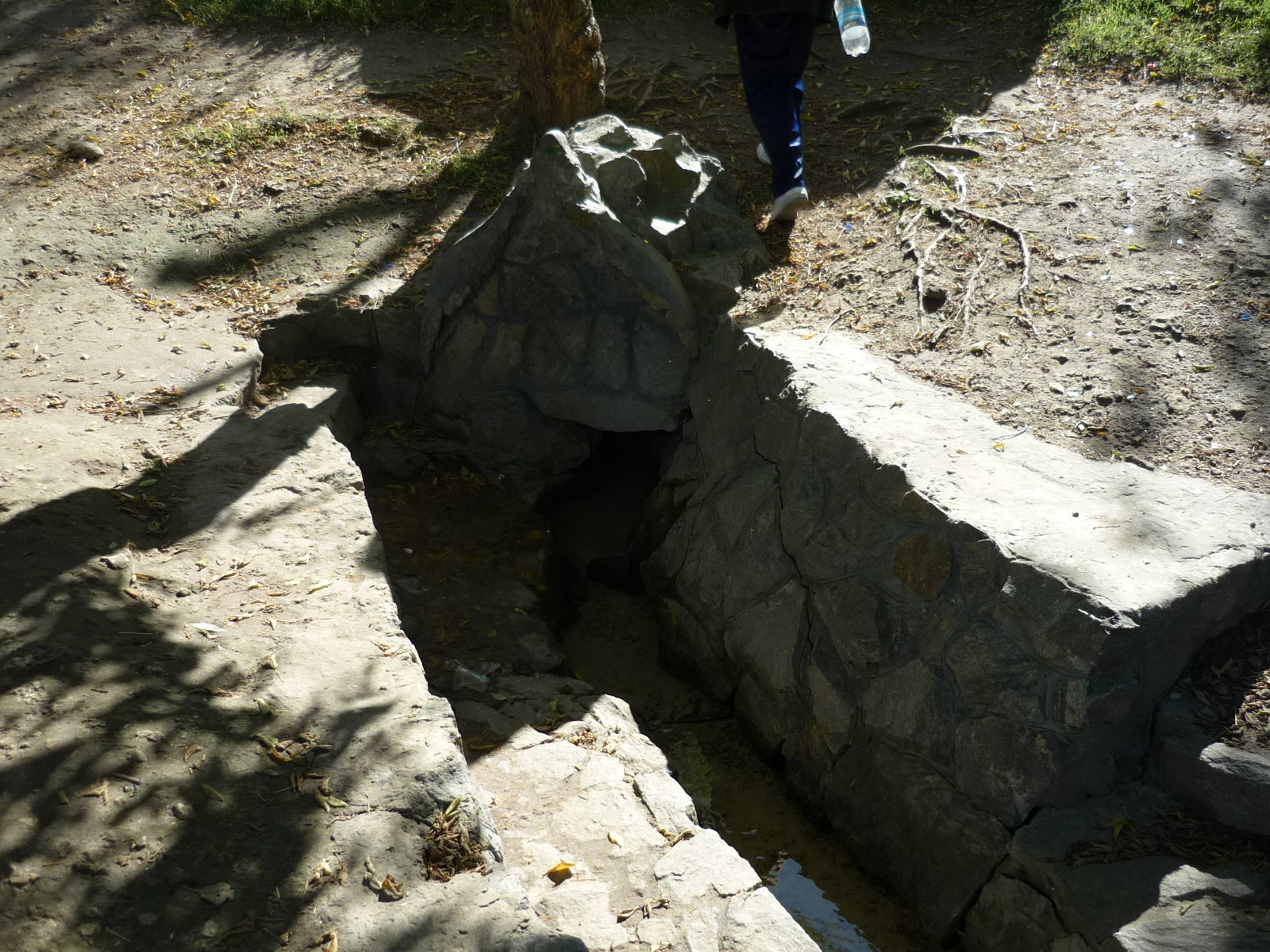
Джерело Пантелеймона Цілителя
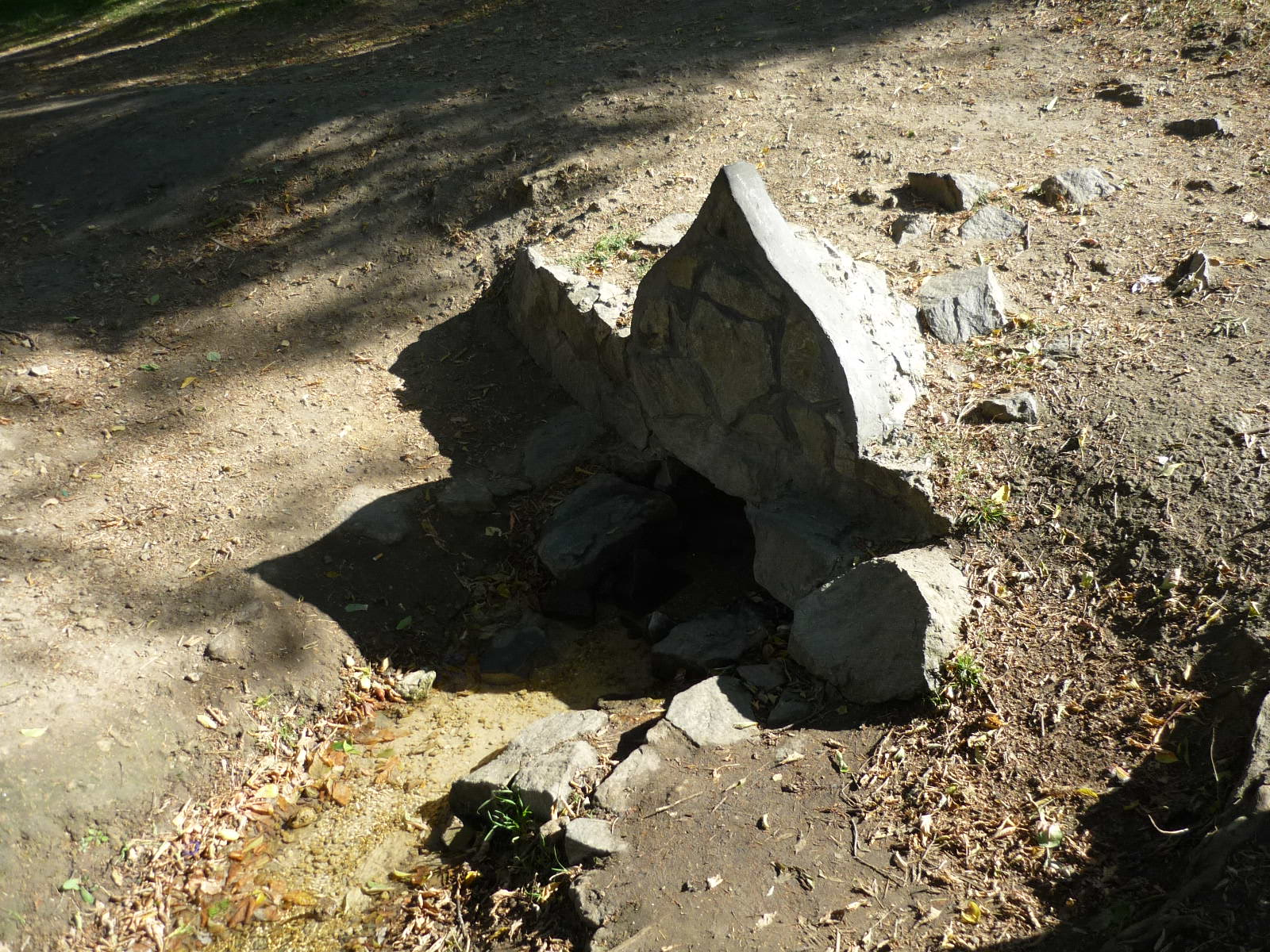
Джерело «Вода Богородична»
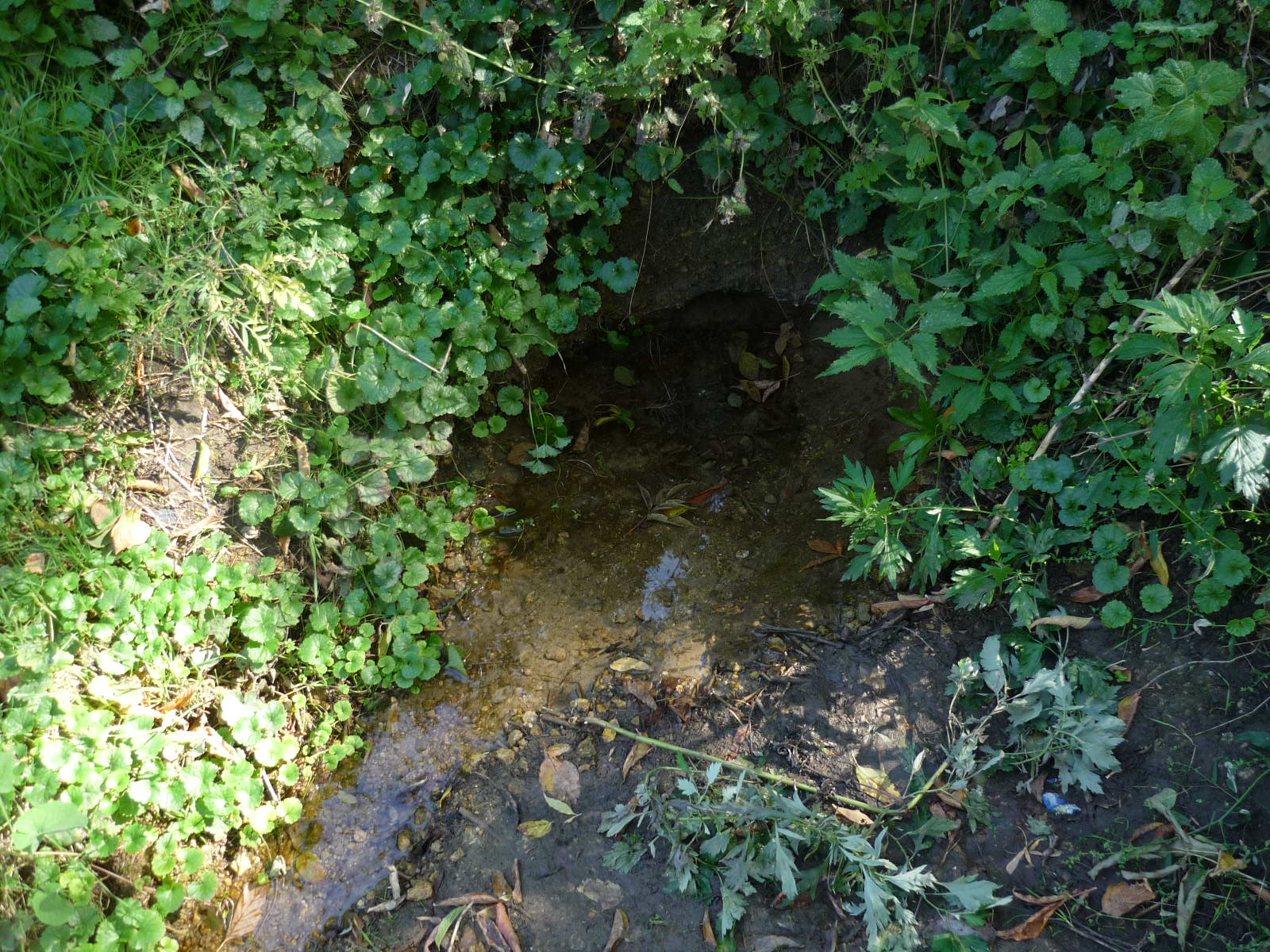
Джерело «Непокірний». Тече в іншу сторону. (Зникає десь на території дитсадка)

### 450-річний дуб
Поряд з озером, на території дитсадка, стоїть старий дуб, вік якого, імовірно, 450 років.
Старожили стверджують, що йому понад чотириста років. Нічим не обділила його природа, взяти хоча б окружність стовбура — 5,23 м — майже чотири людських обхвати! Висота Терпіннівського дуба — 40 метрів. Коренева система розрослася в сторони на 100 метрів. На думку фахівців, після всохлого 700-річного запорізького дуба цей — найдавніший в області.

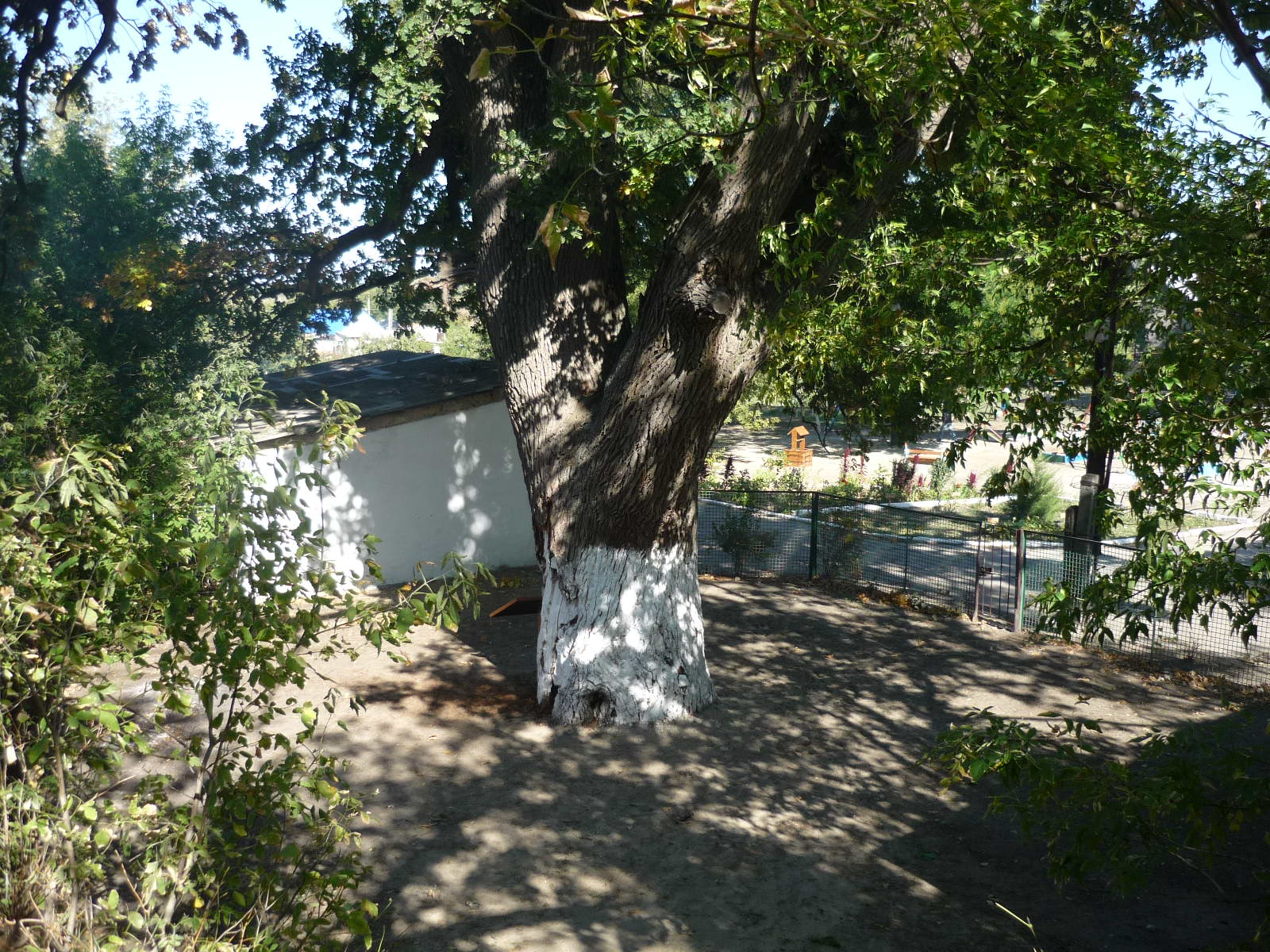
450-річний дуб

Кажуть, раніше тут ріс цілий гай, який живили цілющі джерела, які виходять тут на поверхню. Під покровом могутніх дерев відпочивали чумаки (поруч проходив знаменитий чумацький шлях). Зупинялися тут по дорозі до Криму і представники імператорської династії Романових — імператриця Катерина II, Олександр II, Микола II. Бував тут і бунтівний отаман Нестор Махно. За його наказом два дуби-велетня, що росли по сусідству, спиляли. А один дожив до наших днів.
До революції мелітопольське земство побудувало поряд з дубом маленьку церкву (нині на її місці стоїть сарай дитсадка). А ще тут був пам'ятник імператору Олександру II з написом «Олександру Великому — визволителю». До наших часів статуя освіченого самодержця теж не дожила, а ось постамент зберігся. На ньому помістили бюст Леніна (в ході декомунізації демонтований).
За переказами місцян колись у селі Терпіння — біля підніжжя пагорба, де є джерела з дуже м'якою водою з цілющими властивостями, зростало декілька дубів. Звідки вони з'явилися в нещадно пропалюваному сонцем Таврійському степу, не відомо.
Живий релікт до російського вторгнення в Україну охоронявся державою, про нього піклувася місцева влада, місцяни шановливо дбали про нього і називали «дубом-патріархом». Був знищений наприкінці грудня 2022 року російськими окупантами разом з місцевими колаборантами — його спиляли на дрова.

### Карпушин будинок
Карпушин будинок — пам'ятка архітектури. Початок будівництва 1910 рік, закінчення 1914 рік. Побудований Дмитром Федоровичем Карпушем.
Будинок зведений з червоної німецької цегли, прекрасно зберігся до наших днів. Також збереглися великі литі колони, що підпирають ґанок. Дах був покрита білим покрівельним залізом (до теперішнього часу дах не зберігся). Планування будинку поєднує в собі розкіш поміщицького маєтку і практицизм селянської хати. Стіни і стелі кімнат прикрашені вигадливою ліпниною. У центральній кімнаті встановлена голландська піч і камін, обкладені білосніжною керамічною плиткою, з великою керамічною картиною-вставкою пасторального характеру.
Після 1917 року будинок відігравав велику роль в історії села. У 1918 році, в ньому жили і працювали керівники Ревкома і волвиконкомів. Після закінчення громадянської війни тут знаходилася ветлікарня і квартири ветлікарів. У 1943 році в будівлі розташовувався штаб німецько-нацистських військ, які обороняли Терпіннівський сектор укріпленої лінії «Вотан». Потім в будинку розмістився госпіталь льотного складу Червоної Армії. Довгий час тут знаходилася амбулаторна лікарня, потім знову ветлікарня. У 1990-х роках в одній з половин будинку жили монахи.
3 квітня 1997 року комісія з відновлення прав реабілітованих рішенням № 3 від цього ж числа постановила вважати сім'ю Д. Ф. Карпуша реабілітованою і зобов'язала Управління майна Запорізькій області та Мелітопольське районне підприємство ветеринарної медицини забезпечити повернення будинку внучці Карпуша, О. П. Пушкарьової.

## Декомунізація

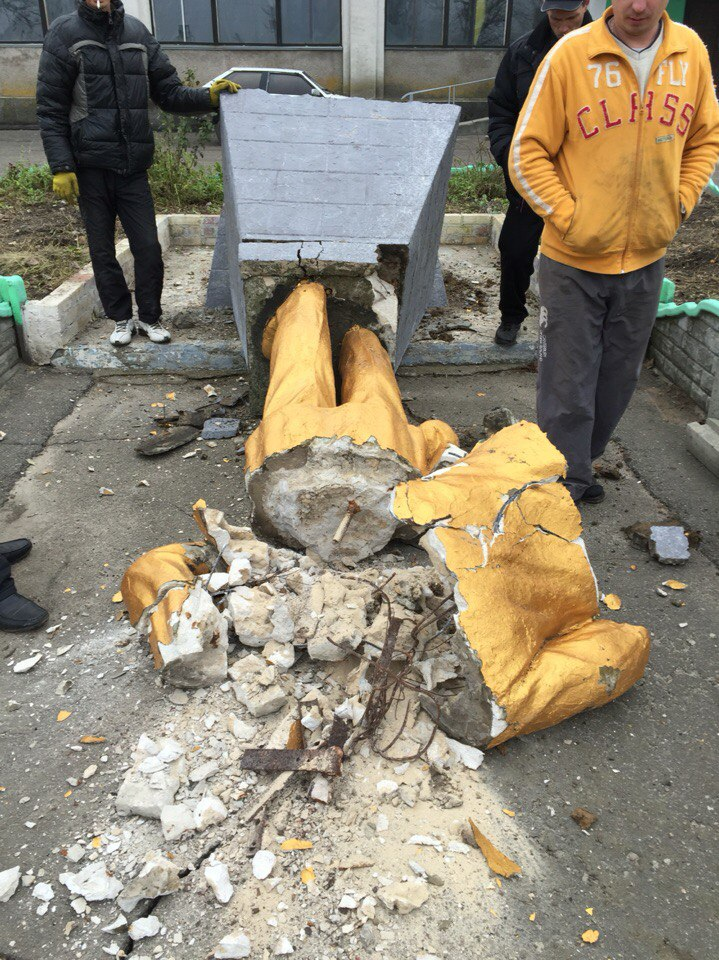
Зруйнований пам'ятник Леніну

9 листопада 2015 року в селі Терпіння зруйнували пам'ятник Леніну, який стояв навпроти будинку культури. Пам'ятник Леніну, встановлений в центрі села, демонтували за допомогою ковша трактора. Постамент розвалили на частини, починаючи з голови статуї.
Згідно з рішенням Терпіннівської сільської ради від 16 лютого 2016 року № 07 «Про перейменування вулиць населених пунктів Терпіннівської сільської ради Мелітопольського району Запорізької області» вулиця Чапаєва перейменована на вулицю Зелену.

## Особистості
В селі народився Стреляєв Микола Данилович (1909—?) — український радянський скульптор.
- Сизов Петро Іванович (1909—1944) — капітан РА, Герой Радянського Союзу.